# A nagy szivar
A nagy szivar (eredeti cím: The Big Cigar) 2024-es amerikai–kanadai életrajzi dráma thrillersorozat, amelyet Jim Hecht alkotott, Joshuah Bearman 2012-es Playboy azonos című cikke alapján. A Fekete Párduc Párt 1970-es évekbeli eseményeit követően a sorozat arról szól, hogy a pártalapító Huey P. Newton Bert Schneider segítségével Kubába szökött a Szövetségi Nyomozóiroda (FBI) egy kidolgozott terv miatt.
A minisorozat főszereplője André Holland, Alessandro Nivola, Tiffany Boone, P. J. Byrne és Marc Menchaca. A The Big Cigar első két epizódját 2024. május 17-én mutatták be az Apple TV+-on, és általában pozitív kritikákat kapott a kritikusoktól. A sorozat 2024. június 14-én ért véget.
A műsort Magyarországon nem szinkronizálták, de felirattal megtekinthető.

## Cselekmény
Az 1974-ben játszódó sorozat Huey P. Newton, a Fekete Párduc Párt alapítója utáni hajtóvadászat krónikája, aki Bert Schneider filmproducer segítségét kéri, amikor Kubába próbál szökni.

## Szereplők

### Főszereplő
- André Holland – Huey P. Newton: A főszereplő, aki a The Black Panther Party alapítója.
- Alessandro Nivola – Bert Schneider: film- és televíziós producer. Ő és üzlettársa, Steve Blauner elrejtette Newtont, mert gyilkosságért és testi sértésért elítélték.
- Tiffany Boone – Gwen Fontaine: Huey P. Newton felesége, aki a szervezet párttagja.
- P. J. Byrne, – Stephen Blauner: Bert üzlettársa és gyerekkori barátja. Ő és Bert segítettek és együttműködtek Huey-vel egy sor vad tervben.
- Marc Menchaca, – Sydney Clark: Hippinek öltözött FBI-ügynök, aki soha nem adja fel, hogy kihallgatja a szervezetet, a családtagokat és bárkit, aki kapcsolatban áll Huey-vel.

### Ismétlődő
- Thamela Mpumlwana – Lil Bobby Hutton
- Moses Ingram – Teressa Dixon: A párt fiatal tagja, aki találékonynak bizonyul, még akkor is, ha ráveszi Hueyt, hogy adja oda Bertnek a pénzét.
- Jaime Ray Newman – Roz Torrance
- Jordane Christie – Bobby Seale: Politikai aktivista és író, aki Newton mellett a Fekete Párduc Párt egyik társalapítója volt.
- Inny Clemons – Richard Pryor
- Olli Haaskivi – Arthur A. Ross: film- és forgatókönyvíró, aki a Bertnek dolgozik.
- Noah Emmerich – Stanley Schneider: Bert testvére.
- James Cade – Anderson ügynökként

### Vendég
- Glynn Turman – Walter Newton: Huey P. Newton apja
- Brenton Allen – Eldridge Cleaver: író és politikai aktivista, aki a Fekete Párduc Párt korai vezetője volt.
- Michael Mașini – Gregory Lipton:
- Chris Brochu – Dennis Hopper
- Rebecca Dalton – Jessica
- John Doman – Abe Schneider: Bert apja.
- Owen Roth – Jack Nicholson
- Manuel Rodriguez Saenz – Tajo
- Hudson Wurster – Michael Torrance
- Al McFoster – Ceddy
- Taylor Jackson – Candice Bergen
- Liz Adjei – Betty Shabazz
- Brian Jansen, – Warren Winkle

## Epizódok
| #  | #  | Eredeti cím           | Magyar cím            | Rendezte        | Telejáték                                      | Eredeti premier | Magyar premier  |
| -- | -- | --------------------- | --------------------- | --------------- | ---------------------------------------------- | --------------- | --------------- |
| 1. | 1. | Panther/Producer      | Párduc/Producer       | Don Cheadle     | Jim Hecht                                      | 2024. május 17  | 2024. május 17  |
| 2. | 2. | The Cuban             | A kubai               | Don Cheadle     | Janine Sherman Barrois és Jim Hecht            | 2024. május 17  | 2024. május 17  |
| 3. | 3. | Guns & Matzah         | Fegyverek és macesz   | Damon Thomas    | Laurence Andries és Gwendolyn M. Parker        | 2024. május 24  | 2024. május 24  |
| 4. | 4. | What Are Friends For? | Mire valók a barátok? | Damon Thomas    | Janine Sherman Barrois és Jim Hecht            | 2024. május 31  | 2024. május 31  |
| 5. | 5. | Lost Paradise         | Elveszett paradicsom  | Tiffany Johnson | Laurence Andries, Valerie Woods és Ameer Hasan | 2024. június 7  | 2024. június 7  |
| 6. | 6. | The Pirate            | A kalóz               | Tiffany Johnson | Jim Hecht és Joshuah Bearman                   | 2024. június 14 | 2024. június 14 |

## A sorozat készítése
2012 decemberében jelentették be, hogy Jonathan Dayton és Valerie Faris irányítja a Sony Pictures projektjét, amelyet akkoriban filmként fejlesztettek ki, Joshuah Bearman, a forráscikk szerzője, Jim Hecht pedig a forgatókönyvet.
A ma már minisorozatként működő projekt 2022 áprilisában kapott zöld utat az Apple TV+-tól, André Holland főszereplésével. Don Cheadle bejelentette, hogy az első két epizódot az executive produkció mellett rendezi. Júniusban Tiffany Boone és Alessandro Nivola csatlakozott a szereplőgárdához, Marc Menchaca és P. J. Byrne a következő hónapban csatlakozik. Augusztusban Jordane Christie, Moses Ingram, Olli Haaskivi és Glynn Turman ismétlődő szerepet kapott a sorozatban. Szeptemberben jelentettek be további visszatérő szereplőket, köztük Jaime Ray Newman és Noah Emmerich.
A sorozat forgatása Torontoban kezdődött 2022 júniusában, ahogy azt a showrunner Janine Sherman Barrois árulta el. Augusztusra az egész Hamilton, Ontario-ban folyt a gyártás, ahol a Hamiltoni városházát a San Franciscó-i nemzetközi repülőtér duplájaként használták.

## Fordítás
Ez a szócikk részben vagy egészben  a   The Big Cigar című angol Wikipédia-szócikk fordításán alapul.  Az eredeti cikk szerkesztőit annak laptörténete sorolja fel. Ez a jelzés csupán a megfogalmazás eredetét és a szerzői jogokat jelzi, nem szolgál a cikkben szereplő információk forrásmegjelöléseként.